# Suddendorf
Suddendorf è una frazione del comune di Schüttorf, nel Land della Bassa Sassonia, in Germania.
Fino al novembre del 2011 era comune autonomo.